# 周可平
周可平（しゅう かへい）は台湾の囲碁棋士。中国囲棋会九品、台湾棋院五段。周奎宏、楊志徳に師事。東鋼杯プロ囲棋戦優勝、名人戦挑戦者など。

## 経歴
1990年に全国アマチュア十傑戦で2位、翌91年8位。1992年に中国囲棋会九品（初段）となる。1996年平光杯優勝。1999年永大杯囲棋戦決勝で彭景華に敗れ準優勝。同年国手戦で周俊勲への挑戦者となるが、0-4で敗退。2000年に台湾棋院棋士初段となり、同年二段昇段。
2001年東鋼杯準優勝。2002年三段、第1期台湾棋院杯リーグ3位。2003年東鋼杯戦決勝で戴嘉伸を破って優勝。2004年四段。2006年名人戦挑戦者となり、挑戦手合五番勝負で周俊勲に0-3で敗れる。2009年に勝数規定により五段昇段。
門下に黒嘉嘉。

### タイトル歴
- 東鋼杯プロ囲棋戦 2003年

### 他の棋歴
国際棋戦
- 中環杯世界囲碁選手権戦 出場 2004年（×加藤正夫）
- LG杯世界棋王戦 出場 2007年（×劉菁）

国内棋戦
- 永大杯囲棋戦 準優勝 1999年
- 国手戦 挑戦者 1999年
- 東鋼杯プロ囲棋戦 準優勝 2001年
- 名人戦 挑戦者 2006年